# Anna Reinholdsdotters guldkedja

Halskedja av guld som ingår i de Leuhusenska familjesmyckena

Anna Reinholdsdotters guldkedja, även Leuhusenska guldkedjan, är en halskedja i guld, ursprungligen tillhörande Sankta Klara kloster i Stockholm, känt genom sin sista bärare i ämbetet abbedissan Anna Reinholdsdotter Leuhusen (död cirka 1554). Det mäter 1490 mm i längd och 665,6 g i vikt, bestående av 97 länkar och guldberlock med pärlor. Smycket förvaras i dag av Statens historiska museum med inventarienummer 21252, som ett av guldsmidesgalleriets mer värdefulla objekt. Kedjan och radbandet jämte ett par
örhängen bildade enligt Svea hovrätts protokoll av den 6 december
1793 fideikommiss inom friherrliga Leuhusenska släkten.